# Guma
Guma is een census town in het district Uttar 24 Parganas van de Indiase staat West-Bengalen. 

## Demografie
Volgens de Indiase volkstelling van 2001 wonen er 9297 mensen in Guma, waarvan 51% mannelijk en 49% vrouwelijk is. De plaats heeft een alfabetiseringsgraad van 72%. 